# Валюта
Валю́та (от итал. valuta) — экономический термин, используемый для описания денежной, валютной или финансовой системы и, в зависимости от контекста, включающий:
- только денежные знаки в виде банковских и казначейских билетов, а также монет, являющихся законным средством платежа на территории определённого государства (понятие, эквивалентное термину «наличные деньги» или денежному агрегату M0)[1];
- денежные знаки, а также ценные бумаги (акции, облигации и т. п.) и платёжные документы (чеки, вексели, аккредитивы, девизы и т. п.), но только иностранного государства (понятие, эквивалентное термину «валютные ценности»)[2][3][4];
- не только денежные знаки, но и средства на банковских счетах и в банковских вкладах, то есть и наличные, и банковские (безналичные) деньги (денежный агрегат M1, M2 или даже M3)[5];
- любые ценности (не ограничиваясь валютными: ценными бумагами, платёжными документами, драгоценными металлами, камнями и т. д.), способные выполнять функции денег (понятие, эквивалентное термину «деньги»)[6]; в некоторых случаях сюда, однако, не включаются средства на банковских счетах и в банковских вкладах, то есть банковские (безналичные) деньги[1].

Второе, исторически связанное и часто отдельно не выделяемое значение термина «валюта» — денежная единица, то есть единица измерения денег, используемая для выражения цен товаров и услуг, для установления номиналов денежных знаков, для определения стоимости (курса) иностранных валют.
Так, например, денежной единицей Российской Федерации является российский рубль, состоящий из 100 копеек (последние выступают по отношению к национальной валюте разменными, или дробными денежными единицами). Денежными знаками, являющимися единственным законным средством платежа на территории Российской Федерации, являются номинированные в российских рублях и копейках билеты и монеты Банка России. Таким образом, национальной валютой России в значении «денежная единица» является российский рубль, а в значении «денежные знаки» — билеты и монеты Банка России.

## Этимология
Слово «валюта» происходит от итал. valuta («стоимость, монета, валюта»), связано с итал. valere («иметь вес, стоить»), которое происходит от лат. valere («быть сильным, иметь возможность, стоить»), в свою очередь восходящего к праиндоевр. *wal («быть сильным»). Русское слово «валюта», возможно, заимствовано через нем. Valuta или прямо из итальянского языка.
Слово «валюта» вошло в широкий обиход во второй половине XX века и обычно применяется только к современным законным средствам платежа, существующим в формах наличных или банковских денег. Так, например, древнеримский денарий не называют валютой, используя понятия «монета», «денежная единица».
Термин «валюта», помимо значений, упомянутых в преамбуле, также может применяется для обозначения валюты баланса.

## Классификация валюты

### Виды валют
Существует несколько подходов для выделения различных видов валют, в частности выделяют:
1. По отношению к государству-эмитенту:
  - национальная
  - иностранная
  - коллективная (например, СДР, ранее существовавшая ЭКЮ, сейчас — евро)
2. По возможности обмена на другую валюту (конвертируемости):
  - свободно конвертируемая
  - частично конвертируемая, частично обратимая: применяются валютные ограничения по отдельным видам обменных операций
  - неконвертируемая, необратимая, замкнутая
3. По обеспеченности драгоценными металлами в рамках действующей денежной системы:
  - обеспеченная золотом
  - обеспеченная серебром
  - биметаллическая
  - необеспеченная драгоценными металлами (бумажная)
4. По степени стабильности, устойчивости валютного курса:
  - твёрдая / сильная (то есть устойчивая)
  - мягкая / слабая
5. По статусу эмитента и территории обращения:
  - национальная
  - региональная
  - частная
6. По степени использования в мировом обороте:
  - международная
  - ключевая
  - резервная
  - ведущая (доминирующая)
7. По сфере применения:
  - валюта цены
  - валюта платежа
  - валюта чека, векселя
  - валюта ценных бумаг
  - валюта интервенции
  - клиринговая валюта
8. По наличию других валют, участвующих в обращении:
  - единственное законное платёжное средство
  - параллельная
  - суррогатная
9. По сроку действия:
  - постоянная
  - временная
10. По наличию физической формы (в форме банкнот, казначейских билетов и монет):
  - Наличные деньги
  - Счётные денежные единицы: средства на счетах, выраженные в счётных денежных единицах, например, СДР, вокю, электронные деньги.
11. По своему текущему статусу:
  - историческая: выведенная из обращения, уже не являющая законным платёжным средством
  - существующая: участвующая в обращении, являющаяся законным средством платежа

### Классификаторы валют
Код валюты — относительно короткая последовательность цифр и/или букв, используемая для представления наименования денежной единицы и её идентификации в различных системах передачи информации. Коды валют сгруппированы в классификаторы валют, которые, как правило, являются общемировыми, межгосударственными, национальными или отраслевыми стандартами. Общемировым стандартом является ISO 4217.
В наглядном виде хронологические рамки и области применения классификаторов валют, действовавших в СССР и Российской Федерации, могут быть представлены следующей схемой:

## Валютная система

### Развитие валютных отношений и формирование валютной системы
Выпуск и обращение валюты как средства, прежде всего, обеспечивающего взаимный обмен результатами деятельности национальных хозяйств, формирует систему общественных отношений, называемую валютными отношениями. Отдельные элементы валютных отношений возникли ещё в Древней Греции и Древнем Риме — в виде вексельного и меняльного дела. В последующие столетия возникли средневековые «вексельные ярмарки» в Лионе, Антверпене и других торговых центрах Западной Европы, где производились расчёты по переводным векселям (траттам). В эпоху феодализма и становления капитализма стала развиваться система международных расчётов через банки. По мере роста производительных сил и производственных отношений, углубления международного разделения труда, возникновения мирового рынка, углубления и расширения мирохозяйственных связей развивались валютные отношения.
Развитие системы валютных отношений привело к созданию и организации этих отношений, которая была закреплена в национальном законодательстве или международными соглашениями. Форму организации валютных отношений, закреплённую в национальном законодательстве и в международных соглашениях принято называть валютной системой.

### Состав и структура валютной системы
По признаку территории, на которой действует валютная система, различают национальную, региональную и мировую валютные системы.
Элементы национальной валютной системы:
1. Национальная валюта
2. Паритет национальной валюты или режим её курса
3. Условия конвертируемости
4. Валютные ограничения / валютный контроль
5. Национальное регулирование международной валютной ликвидности государства
6. Регламентация использования международных кредитных средств обращения
7. Регламентация международных расчётов с участием данного государства
8. Режим национального валютного или золоторезервного рынка
9. Национальные органы валютного регулирования и валютного контроля

Элементами мировой и региональной системы являются:
1. Функциональные формы мировых денег
2. Условия взаимной конвертируемости валют
3. Унифицированный режим валютных паритетов
4. Регламентация режимов валютных курсов
5. Межгосударственное регулирование валютных ограничений
6. Межгосударственное регулирование международной валютной ликвидности
7. Унификация правил использования международных кредитных средств обращения
8. Унификация правил основных форм международных расчётов
9. Режим мировых валютных рынков и рынков золота
10. Международные организации, осуществляющие межгосударственное валютное регулирование

Мировая валютная система базируется на мировых деньгах. Мировыми называются деньги, которые, выполняя функции интернациональной меры стоимости, международного платёжного и резервного средства, обслуживают международные отношения (экономические, политические, культурные). В течение длительного времени функциональные формы мировых денег эволюционировали, повторяя с некоторым отставанием путь развития национальных денег — от золота к кредитным деньгам. Впервые использование национальных валют наряду с золотом в качестве мировых денег было узаконено в 1922 году, когда была создана Генуэзская валютная система. На смену ей в 1944 году пришла Бреттон-Вудская валютная система, представляющая собой систему золотовалютного стандарта. После краха Бреттон-Вудской системы, произошедшего в начале 1970-х годов, в 1978 году была принята и действует по настоящее время Ямайская валютная система, основанная не на золотом паритете бумажных денег, а на системе плавающих валютных курсов.

### Конвертируемость валют
Вопросы организации обмена одной валюты на другую (конвертируемость валют) являются важными элементами национальной, региональной и мировой валютной системы.
В зависимости от того, каким образом в рамках той или иной валютной системы организован обмен одной валюты на другую различают: условия конвертируемости, валютный паритет, режим валютного курса.
Условия конвертируемости валют определяют саму возможность обмена одной валюты на другую и степени свободы такого обмена. При этом выделяют валюты:
1. Свободно конвертируемые, которые обмениваются на любые другие валюты без ограничений. Понятие «свободно конвертируемой валюты» введено в Устав Международного валютного фонда в 1978 году. К ним относят валюты стран, где нет валютных ограничений. К этой категории ещё в 1978 году были отнесены доллар США, марка ФРГ, японская иена, британский фунт стерлингов, французский франк. Позднее с созданием Европейского валютного союза марка и франк были заменены евро.
2. Частично конвертируемые валюты. К ним относят валюты стран, где сохраняются валютные ограничения.
3. Неконвертируемые (замкнутые) валюты стран, где для резидентов и нерезидентов введён запрет обмена валют.

Элементом валютной системы является валютный паритет — соотношение между двумя валютами, устанавливаемое в законодательном порядке. При монометаллизме (золотом или серебряном) базой валютного курса являлся монетный паритет — соотношение денежных единиц разных стран, определяемое по содержанию золота или серебра в монетах этих стран. В этих условиях золотой паритет совпадал с понятием валютного паритета.

### Режим валютного курса
Режим валютного курса также является элементом валютной системы. Различаются: режим фиксированного валютного курса; режим валютного коридора, когда курс валюты колеблется в заданных рамках; плавающие курсы, изменяющиеся в зависимости от рыночного спроса и предложения валюты, а также их разновидности.
Юридические критерии конвертируемости валюты:
- Существование валютной биржи (валютного рынка), наличие рыночного валютного курса, отражающего соотношение между спросом и предложением
- Отсутствие нормативно установленных ограничений на валютные операции
- Право резидента и нерезидента свободно владеть и распоряжаться валютой, совершая любые операции

### Валютная политика
Валютная политика (аналог. Валютное регулирование) — совокупность экономических, юридических и организационных мероприятий в сфере денежного обращения и валютных отношений, осуществляемых государствами, центральными банками и международными финансовыми органами, один из главных сегментов экономической политики государства или группы (союза) государств. Валютная политика включает в себя в том числе:
- Режим валютного курса — система определения курса национальной валюты, варьирующаяся от жёсткой привязки, например, к золоту (золотой стандарт), до свободного плавающего курса, когда он складывается исключительно под действием рыночных сил;
- Валютное законодательство — совокупность правовых норм, регулирующих в пределах определённого государства отношения, связанные с валютными ценностями[13];
- Валютное обращение;
- Валютное регулирование;
- Валютный контроль — контроль органов и агентов валютного контроля за соблюдением валютного законодательства при осуществлении валютных операций.

## История
Появление понятия «валюта» связано с достижением того уровня развития внешнеэкономических отношений, при котором стало необходимо покупать иностранные платёжные средства для оплаты импорта товаров, услуг, внешних долгов и появилась необходимость продажи иностранных денег, полученных от экспорта и возвращения кредитов, на национальные деньги.
В процессе развития товарного производства, изменения денежной и валютной систем изменялись и функциональные формы валюты. В XIX веке господствовал т. н. золотой стандарт, при котором валюта была почти исключительно золотая, наряду с обмениваемыми на золото бумажными деньгами. Во время мирового экономического кризиса 1929—1933 годов золотой стандарт был отменён, валюта принимает вид неразменных банкнот в наличной и безналичной форме. Тем не менее в некоторых критических ситуациях используется золотая валюта, во время Второй мировой войны для этой цели служили стандартные золотые слитки, весившие 400 тройских унций (чуть больше 12 441 г).
Существовавшая в 1944—1978 годах Бреттон-Вудская валютная система установила особой статус резервной валюты для доллара США и британского фунта стерлинга, выделив их среди прочих свободно конвертируемых валют в качестве преобладающего в международных расчётах платёжного и резервного средства. С 1978 года действует Ямайская валютная система, при которой котировка курсов валют свободно формируется на валютном рынке на основе спроса и предложения. Свободно используемыми валютами, включёнными в корзину специальных прав заимствования являются доллар США, английский фунт, евро, японская иена и китайский юань.
По мнению британского еженедельника The Economist, доллар США не имеет себе равных в роли международной валюты. Именно доллар является основой современной глобальной экономики. По данным на 2022 год 88% всех импортно-экспортных сделок в мире производились в долларах.

## Валютные операции в России
В соответствии с законодательством России под валютными операциями понимаются:
- приобретение резидентом у резидента и отчуждение резидентом в пользу резидента валютных ценностей на законных основаниях, а также использование валютных ценностей в качестве средства платежа;
- приобретение резидентом у нерезидента либо нерезидентом у резидента и отчуждение резидентом в пользу нерезидента либо нерезидентом в пользу резидента валютных ценностей, валюты Российской Федерации и внутренних ценных бумаг на законных основаниях, а также использование валютных ценностей, валюты Российской Федерации и внутренних ценных бумаг в качестве средства платежа; приобретение нерезидентом у нерезидента и отчуждение нерезидентом в пользу нерезидента валютных ценностей, валюты Российской Федерации и внутренних ценных бумаг на законных основаниях, а также использование валютных ценностей, валюты Российской Федерации и внутренних ценных бумаг в качестве средства платежа;
- ввоз на таможенную территорию Российской Федерации и вывоз с таможенной территории Российской Федерации валютных ценностей, валюты Российской Федерации и внутренних ценных бумаг;
- перевод иностранной валюты, валюты Российской Федерации, внутренних и внешних ценных бумаг со счёта, открытого за пределами территории Российской Федерации, на счёт того же лица, открытый на территории Российской Федерации, и со счёта, открытого на территории Российской Федерации, на счёт того же лица, открытый за пределами территории Российской Федерации;
- перевод нерезидентом валюты Российской Федерации, внутренних и внешних ценных бумаг со счёта (с раздела счёта), открытого на территории Российской Федерации, на счёт (раздел счёта) того же лица, открытый на территории Российской Федерации[17].